# Richard Bruno
Richard Bruno (21 de agosto de 1924-11 de enero de 2012) fue un diseñador de vestuario estadounidense. Trabajó en multitud de películas entre las que destcana Goodfellas, Raging Bull, El rey de la comedia y El color del dinero.
Ganó el BAFTA al mejor diseño de vestuario en 1990 por su trabajo en Goodfellas.